# Indaeschna
Indaeschna – rodzaj ważek z rodziny żagnicowatych (Aeshnidae).

## Zasięg występowania
Rodzaj obejmuje gatunki występujące w Azji Południowej, Południowo-Wschodniej i Wschodniej – od Pakistanu i Indii na wschód po Indonezję, Filipiny i Tajwan oraz na północ po Chiny, Koreę i Japonię.

## Systematyka
Rodzaj ten wprowadził w 1926 roku brytyjski entomolog Frederic Charles Fraser, wydzielając ze względu na różnice w użyłkowaniu skrzydeł i budowie przydatków analnych dwa gatunki uprzednio zaliczane do Amphiaeschna. Autor jako gatunek typowy wskazał Amphiaeschna grubaueri; drugi z zaliczonych przez niego do Indaeschna taksonów (Amphiaeschna perampla) został później zsynonimizowany z gatunkiem typowym. W 1937 roku Needham i Gyger opisali drugi gatunek z tego rodzaju – Indaeschna baluga. W 2023 roku Schneider et al. w oparciu o badania filogenetyczne zsynonimizowali z Indaeschna rodzaj Polycanthagyna Fraser, 1933, obejmujący trzy gatunki. Obecnie zatem do Indaeschna zaliczanych jest pięć gatunków.

### Podział systematyczny
Do rodzaju należą następujące gatunki:
- Indaeschna baluga Needham & Gyger, 1937
- Indaeschna erythromelas (McLachlan, 1896)
- Indaeschna grubaueri (Förster, 1904)
- Indaeschna melanictera (Selys, 1883)
- Indaeschna ornithocephala (McLachlan, 1896)